# Rafael Bruguera
Rafael Bruguera (s. xviii - s. xix) fou un compositor català.
Se li coneix una única obra, de música eclesiàstica, conservada al fons musical de l'església parroquial de Sant Esteve d'Olot (SEO): Rosario â 4o con Violines, Oboesses y Flauto obligatto con Acompto (1812).